# Highbury
Highbury ili Arsenal Stadium bio je nogometni stadion u četvrti Highbury na sjeveru Londona koji je od 1913. do 2006. godine bio dom Arsenalu. Stadion je nosio nadimak The Home of Football (hrv. Dom nogometa) te je tijekom 1930-ih i 1990-ih bio rekonstruiran.
Ondje su se odigrale dvije nogometne utakmice tijekom Olimpijade 1948. kojoj je London bio domaćin a osim nogometa, tu su se održavali i mečevi u boksu, kriketu i baseballu.
Posljednja utakmica ondje održana je 7. svibnja 2006. između Arsenala i Wigana koju je domaća momčad dobila s 4:2. Nakon nje stadion je zatvoren dok se klub u ljeto iste godine preselio na novoizgrađeni stadion Emirates Stadium. Sam Highbury nije srušen nego je rekonstruiran kao stambeni kompleks.

## Povijest
Nogometni klub Arsenal započeo je igrati u engleskoj drugoj ligi, a promociju u prvu ligu ostvario je 1904. godine. Međutim, klupska geografska izolacija od ostalih klubova uzrokovala je nisku posjećenost utakmica te je Arsenal pao u financijsku krizu. Tako se tadašnji Woolwich Arsenal preselio s Manor Grounda u Plumstead iz četvrti Highbury u općini Islington na sjeveru Londona. Ondje je za 20.000 funti iznajmljeno igralište od teološkog fakulteta St. John te je 1913. godine sagrađen nogometni stadion. Dizajnirao ga je slavni škotski arhitekt Archibald Leitch koji je zaslužan za neke od najvećih nogometnih stadiona u Britaniji i svijetu. Tako je Leitch zaslužan za primjerice Celtic Park (Celtic), Ibrox Park (Glasgow Rangers), Old Trafford (Manchester United), Anfield Road (Liverpool), Goodison Park (Everton), White Hart Lane (Tottenham Hotspur) i Craven Cottage (Fulham).
Tadašnji Highbury se sastojao od jedne sjedeće tribine na istoku dok su s preostale tri strane bile stajaće tribine. Njegova cijena izgradnje stajala je 125.000 funti. Otvoren je (iako još nepotpuno dovršen) 6. rujna 1913. Arsenalovom pobjedom od 2:1 nad Leicester Fosseom. Prvi gol zabio je Leicesterov igrač Tony Benfield dok se u listu prvog strijelca Topnika upisao George Jobey. Sam klub otkupio je zemljište stadiona 1925. godine za 64.000 funti.
Do zatvaranja Highburyja 7. svibnja 2006. nije ostalo mnogo od Leitchovog originalnog stadiona zbog serije rekonstrukcija tijekom 1930-ih. Prvo je na red došla zapadna tribina koju su projektirali Claude Ferrier i William Binnie u Art Deco stilu a otvorena je 1932. Početkom studenog iste godine je stanica podzemne željeznice Gilllespie Road preimenovana u Arsenal. Leitchova glavna tribina je srušena te je 1936. sagrađena istočna tribina po uzoru na zapadnu. Izgradnja zapadne tribine koštala je 45.000 funti dok je istočna probila budžet, koštajući na kraju 130.000 (prije svega zbog skupe fasade). Sjeverna tribina je natkrivena dok je na južnu tribinu postavljen sat po kojem je dobila naziv The Clock End.
Sljedećih 50 godina stadion se malo promijenio iako je tijekom Drugog svjetskog rata sjeverna tribina bombardirana te je morala biti ponovno sagrađena dok krov nije restauriran do 1956. godine. Rasvjeta je postavljena 1951. dok je prva utakmica pod svjetlima reflektora odigrana 17. rujna 1951. u prijateljskom susretu s izraelskim Hapoel Tel Avivom. Podzemno grijanje je dodano 1964. Za razliku od drugih terena, Arsenal je odbio postaviti ograde na vanjskom rubu, usprkos vrhuncu huliganizma 1980-ih. Zbog toga je engleski nogometni savez odbio da se na Highburyju odigraju polufinalne utakmice FA Kupova.
Nakon tragične nesreće na Hillsboroughu iz travnja 1989. u kojoj je život izgubilo 96 navijača Liverpoola, odlučeno je da svi stadioni budu u potpunosti sa sjedećim mjestima. Sjeverna tribina koja je bila dom Arsenalovim vatrenim navijačima, srušena je 1992. te je sljedeće godine izgrađena nova sa sjedećim mjestima. Tijekom radova postavljena je velika freska navijača iza gola, davajući iluziju igračima da idu prema fanovima a ne prema gradilištu. Freska je kritizirana zbog izostavljanja tamnoputih navijača što je ubrzo ispravljeno. U međuvremenu, The Clock End je dorađen te su mu dodani krov, sjedala i loža.
Svoju najveću pobjedu na Highburyju, Arsenal je ostvario 9. siječnja 1932. u visokoj 11:1 pobjedi nad Darwen u FA Kupu. S druge strane, najveći domaći porazi bili su s 5:0 protiv Huddrsfielda (14. veljače 1925.) te Chelseaja (11. studenog 1999.).

## Ostale nogometne utakmice
Osim što je bio dom Arsenala, Highbury je povremeno bio domaći stadion za utakmice engleske reprezentacije. Tako se u razdoblju od 1920. do 1960. ondje odigralo 12 reprezentativnih utakmica iako su većina njih bile prijateljskog karaktera. Jedna od najpoznatijih utakmica iz tog vremena bila je Bitka Highburyja odigrana 14. studenog 1934. U tom susretu Engleska je pobijedila tadašnje svjetske prvake Talijane s 3:2 a u momčadi Gordi Albiona bilo je čak sedam Arsenalovih igrača.
Ondje su odigrana dva susreta nogometnog turnira na Olimpijadi 1948., međutim stadion je zbog premalih dimenzija terena izostavljen kao jedan od stadiona domaćina za Svjetsko prvenstvo 1966. i EURO 1996. kojima je Engleska bila domaćin.
Engleski nogometni savez je 12 puta odabirao Highbury kao neutralni teren za održavanje polufinalnih utakmica FA Kupa. Prvi puta je odabran 1929. a zadnji puta 1997. godine. Između 1984. i 1992. Highbury nije bio na FA listi odobrenih stadiona za natjecanje jer je Arsenal odbio staviti ogradu na tribine poslije ulaska Evertonovih navijača na teren tijekom polufinalne utakmice između Evertona i Southamptona.
Ondje je u sezoni 1969./70. odigrana i uzvratna utakmica Kupa velesajamskih gradova u kojoj su Topnici pobijedili briselski Anderlecht s 3:0 čime je Arsenal osvojio svoj prvi europski trofej.

## Struktura
Highbury su u vrijeme zatvaranja činile četiri odvojene sjedeće tribine dok se teren pružao u smjeru sjever-jug. Tribine East i West Stand su dva od svega nekoliko primjera Art Deco arhitekture u britanskom nogometu. Unutar tribine East Standa nalazile su se klupske prostorije poznate po svojom "Marble halls" koji su se uglavnom prikazivali i citirali u opisima i prikazima stadiona (zajedno s fasadom koja gleda na Avenell Road). Ta se tribina smatra toliko arhitektonski važnom da je uvrštena u drugi razred (Grade II) građevina.
Na stadionu su postojale četiri tribine i to:
- North Bank (sjeverna tribina),
- South Bank odnosno popularni The Clock End (južna tribina),
- West Stand (zapadna tribina) i
- East Stand (istočna tribina).

Kada je Highbury zatvoren imao je kapacitet od 38.419 mjesta (12.500 na North Banku, 6.000 na Clock Endu, 11.000 na West Standu i 9.000 na East Standu) a sva mjesta bila su sjedeća. Highbury je također imao dva prepoznatljiva velika semafora u jugoistočnom i sjeveroistočnom kutu. Glavni ulazi na stadion bili su iz Gillespie i Avenell Roada te s Highbury Hilla.
Nakon tragedije na Hillsboroughu i izvještaja o nesreći poznatog kao Taylor Report, postalo je obvezatno da sva mjesta na britanskim stadionima budu sjedeća. Prije te tragične nesreće, North Bank i Clock End bili su stajaće tribine tako da je Highbury često ima posjećenost i do 60.000 navijača i više. Najveći posjet zabilježen je 9. ožujka 1935. kada je na susretu protiv Sunderlanda prisustvovalo 73.295 gledatelja.
Sam stadion bio je poznat po svom malom ali izvrsno očuvanom terenu velikom svega 100×67 metara. Za kvalitetu terena na Highburyju bio je zaslužan Steve Braddock a nakon njega Paul Burgess. FA savez je obojici više puta dodjeljivao nagradu za najboljeg održavatelja travnjaka poznatiju kao FA Premier League’s Groundsman of the Year award.

## Highbury danas
24. rujna 2009. trener Arsène Wenger je otvorio Highbury Square. Riječ je o stambenom kompleksu na mjestu nekadašnjeg Highburyja kod kojeg je položaj stanova prilagođen kako bi se u što većoj mjeri zadržao temeljni tlocrt Highburyja. Sam kompleks je zbog dizajna 2009. godine nagrađen s arhitektonskom nagradom MIPIM.
Tijekom gradnje srušene su tribine North Bank i The Clock End. Cijena izgradnje kompleksa iznosila je 130 milijuna funti te je ondje izgrađeno ukupno 650 stanova. Bivši Arsenalov igrač Robert Pirès kupio je jedan stan dok je Arsenal čak 150 stanova prodao agenciji za promet nekretninama LondonMetric Property.
Sam klub je troškove ulaganja u Highbury Square uspio vratiti 2010. godine.

## Vanjske poveznice
- KNA Arsenal Hrvatska » Highbury  Arhivirana inačica izvorne stranice od 20. travnja 2014. (Wayback Machine)